# Epilamisierung
Epilamisierung ist ein Verfahren zur Oberflächenbehandlung verschiedener Materialien durch Verändern der Oberflächenspannung.
Antifriktions-, Antiadhäsions-, wasserabstoßende und einige andere Sondereigenschaften der Oberfläche können erzeugt werden.
Es ist prinzipiell das Gegenteil einer Feinstreinigung, bei der die normale (hohe) Oberflächenspannung des Materials wieder erreicht werden soll. Auf der Oberfläche werden hydrophobe Schichten erzeugt.

## Heute
Durch Nanobeschichtung (Nanotechnologie) mit bzw. Plasmaabscheidung von Fluorpolymeren auf Metallen oder Kunststoffen sowie direkter Fluorierung von Kunststoffoberflächen.

## Früher
Durch Auftragen eines sehr dünnen Stearinsäure-Films z. B. auf Uhrenplatinen in der Umgebung von Schmierstellen, um das Ausspreizen (Spreitung) des Uhrenöls zu verhindern. Dieses Produkt wurde vom französischen Chemiker Paul Woog und Paul Ditisheim 1925 erfunden und war bis Ende der sechziger Jahre ohne Alternativprodukt im Handel. In den siebziger Jahren wurden Epilame auf Silikonbasis hergestellt, die sich jedoch nicht durchsetzen konnten. Ab 1973 wurden Epilame auf der Basis von Fluorkohlenwasserstoffen hergestellt, welche heute noch weltweit in der Uhrenbranche angewendet werden.

## Eigenschaften
- Schmierstoffe werden abgestoßen.

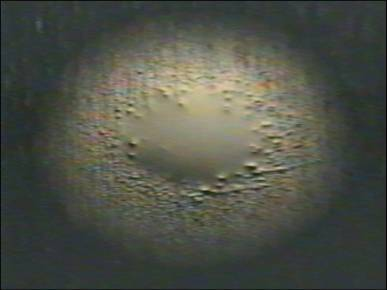
Radiales Breitlaufen eines Schmierstoffes auf nicht epilamisierter Oberfläche

Epilamisierung einer Oberfläche

- Reduziert die Oberflächenspannung um das 1.000- bis 10.000-fache.
- Der Reibungskoeffizient wird wesentlich vermindert und die Verschleißfestigkeit erhöht.
- Epilamisierung macht Schmierstoffe ortsfest, das heißt, hält den Schmierstoff auf der Oberfläche an Ort und Stelle und verhindert so das Breitlaufen.
- Schützt die Oberfläche gegen Feuchtigkeit und aggressive Stoffe.
- Temperatureinsatzbereich −200 °C und +450 °C
- Druckeinsatzbereich bis 3000 mN/mm²
- Sehr beständig gegen chemische Stoffe und Strahlungen.
- Die Schichtdicke beträgt ca. 40–80 Å.